# Tartaruga-de-caixa-da-Flórida
A tartaruga-de-caixa-da-Flórida (Terrapene carolina bauri) é uma subespécie de tartaruga pertencente à família Emydidae e é uma das seis subespécies existentes da tartaruga-de-caixa-comum (T. carolina).

## Etimologia
O nome trinomial, bauri, é uma homenagem ao herpetólogo alemão Georg Baur [en].

## Área de distribuição geográfica
Das quatro subespécies da tartaruga-de-caixa-comum, a tartaruga-de-caixa-da-Flórida é a que se encontra mais ao sul. Ela é endêmica do estado americano da Flórida e da porção do extremo sudeste da Geórgia. Sua distribuição é ampla em todo o estado da Flórida e também foi observada em Florida Keys e nas ilhas-barreira no Golfo do México, na costa oeste da Flórida.

## Habitat
A tartaruga-de-caixa-da-Flórida pode ser encontrada em ambientes úmidos, como pântanos e brejos, mas geralmente não entra em águas profundas o suficiente para nadar. Ela é encontrada com frequência em planícies, terras altas e matas mesofíticas, mas geralmente está ausente em pinheiros altos. Nesses habitats, os filhotes preferem áreas com cobertura densa, grandes quantidades de serrapilheira e solo úmido. Os adultos são mais flexíveis em suas necessidades de habitat e têm sido observados em áreas mais abertas.

## Descrição

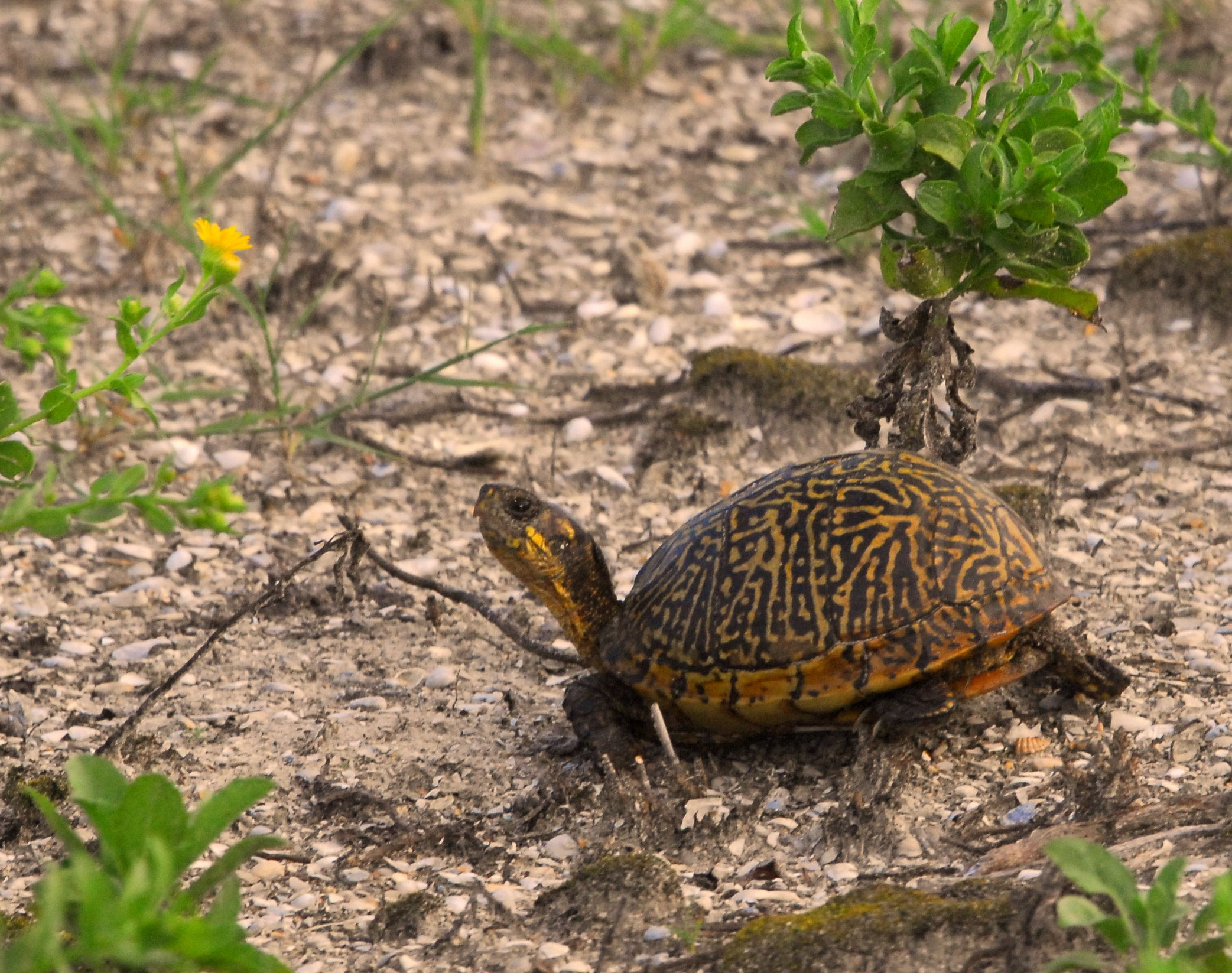
Tartaruga-de-caixa-da-Flórida (Terrapene carolina bauri).

Como outras tartarugas-de-caixa [en], a tartaruga-de-caixa-da-Flórida tem um casco estreito e altamente abobadado com um plastrão articulado que permite que ela feche bem o casco. No entanto, a tartaruga-de-caixa-da-Flórida tem uma aparência diferente das outras subespécies de Terrapene carolina. Sua carapaça tem um padrão distinto de listras amarelas que a tornam facilmente identificável. A coloração do plastrão pode variar de amarelo sólido a preto sólido, com qualquer número de variações intermediárias. Essa tartaruga tem garras afiadas, bem como um bico afiado usado para capturar pequenos insetos e comer frutas, vegetais e fungos.
A tartaruga-de-caixa-da-Flórida apresenta dimorfismo sexual significativo. Em média, os machos são maiores (comprimento e largura) do que as fêmeas. O comprimento da carapaça das fêmeas varia de 12,1 a 15,8 cm, enquanto a carapaça média dos machos pode ter de 12,8 a 17,3 cm. Entretanto, as carapaças das fêmeas tendem a ser mais altas do que as dos machos. É provável que isso permita mais espaço para acomodar os ovos dentro da cavidade do corpo.

## Comportamento

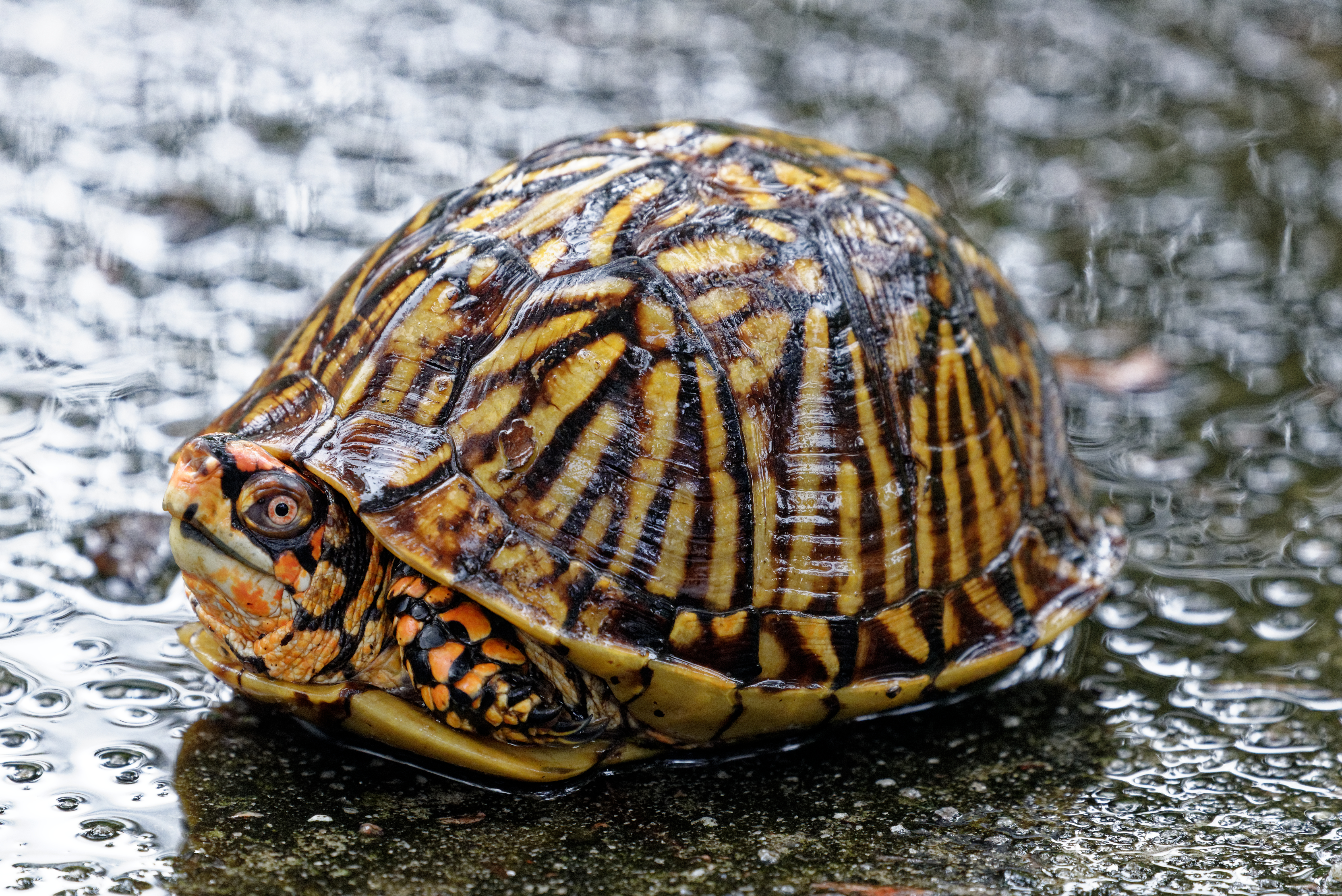
Tartaruga-de-caixa no sudeste do estado da Geórgia.

Como muitas outras espécies de tartarugas-de-caixa, a tartaruga-de-caixa-da-Flórida passa a maior parte de sua vida (80-90%) enterrada em sub-bosques ou no subsolo, e sua atividade varia significativamente em diferentes épocas do ano. Durante as partes secas e frias do ano (novembro a fevereiro), elas entram em um estágio de dormência e ficam inativas e difíceis de encontrar. Elas apresentam níveis mais altos de atividade durante os meses quentes e úmidos (abril a outubro). No entanto, diferentemente de outras espécies de tartarugas-de-caixa, a tartaruga-de-caixa-da-Flórida não entra em um estado completo de brumação durante essa época do ano. Isso provavelmente se deve às temperaturas quentes e estáveis em toda a sua área de distribuição na Flórida. Como resultado, ela apresenta atividade anual mais longa do que outras espécies de tartarugas-de-caixa e é menos tolerante a condições mais frias do que outras subespécies comuns de tartarugas-de-caixa.

### Alimentação
A tartaruga-de-caixa-da-Flórida é um onívoro generalista com uma dieta semelhante à de outras subespécies de tartarugas-de-caixa. Suas fontes de alimento mais comuns incluem espécies de gastrópodes e frutos. Ela também consome vegetação folhosa (arbustos, ervas, gramíneas etc.), insetos, crustáceos e fungos. Já foram observados até mesmo se alimentando de carniça e lixo.

### Dispersão de sementes
A tartaruga-de-caixa-da-Flórida contribui para a dispersão de sementes de várias plantas em toda a sua área de distribuição. A grande maioria dessas plantas contém frutos (Annona glabra, Byrsonima lucida [en], Coccoloba uvifera, Coccothrinax argentata [en], Ficus sphenophylla [en], Morinda royoc [en], Manilkara zapoda, Psidium longipetiolatum [en], Serenoa repens, Smilax havanensis [en], Leucothrinax morrisii [en]), enquanto outras não (Paspalum, Fabaceae).

## Reprodução e ciclo de vida

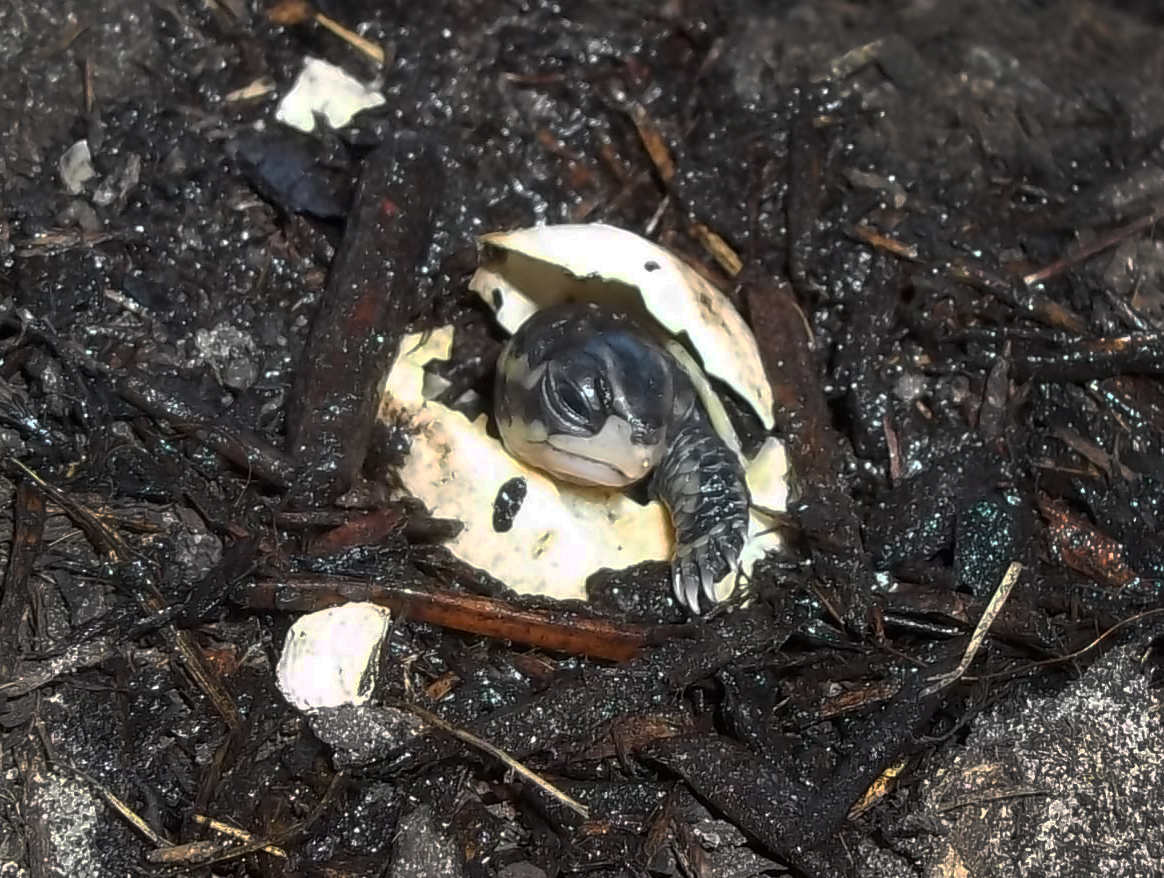
Filhotes de T. c. bauri.

A tartaruga-de-caixa-da-Flórida atinge a maturidade sexual por volta dos 12-13 anos de idade. Embora algumas espécies possam produzir apenas uma ninhada em uma estação de reprodução, a tartaruga-de-caixa-da-Flórida já foi observada colocando até quatro ninhadas separadas em um único ano. A temporada de postura de ovos ocorre na primavera e geralmente vai de abril ao início de junho. Em média, cada ninhada pode conter de 1 a 9 ovos que variam em tamanho de 35×19 mm a 38,5×21 mm. Seus ovos tendem a ser um pouco maiores do que os de outras subespécies de T. carolina. Os pesquisadores observaram uma relação positiva entre o comprimento da carapaça da fêmea e o tamanho da ninhada, sendo que as fêmeas maiores têm a capacidade de produzir mais ovos. A incubação dos ovos dura em média 60 dias, mas pode durar de 45 a 120 dias. Diferentes fatores ambientais podem influenciar o sucesso reprodutivo da tartaruga-de-caixa-da-Flórida. Anos com níveis mais altos de precipitação podem influenciar positivamente o sucesso reprodutivo, resultando em um número maior de filhotes quando comparados a anos mais secos. Pesquisas também apontam para uma correlação positiva entre latitude e tamanho da ninhada em tartarugas-de-caixa, com tamanhos de ninhada maiores sendo encontrados em latitudes mais altas. Observou-se que a temperatura de incubação de uma ninhada influencia a razão sexual dos filhotes. Temperaturas de incubação quentes tendem a produzir mais fêmeas, enquanto temperaturas mais frias resultam em mais machos.
Seus padrões de crescimento são semelhantes aos de outras espécies de tartarugas-de-caixa. As tartarugas jovens têm escudos e carapaças mais curtos e mais largos em comparação com os adultos, mas eles se alongam à medida que o indivíduo cresce. As taxas de crescimento são rápidas nos jovens, diminuem significativamente após a maturidade sexual e, por fim, se estabilizam completamente alguns anos depois (cerca de 16 e 17 anos para fêmeas e machos, respectivamente). Apesar de ter níveis de atividade mais altos, a tartaruga-de-caixa-da-Flórida tem uma taxa de crescimento anual mais lenta do que outras espécies de tartarugas-de-caixa.

## Ameaças e conservação
Como outras subespécies de T. carolina, a tartaruga-de-caixa-da-Flórida está listada na Lista Vermelha da IUCN como uma espécie vulnerável. As populações selvagens estão em risco devido à predação de ovos e filhotes (guaxinins, gambás, raposas, aves), perda e modificação do habitat, atropelamentos, pesticidas, poluição e coleta para o comércio de animais de estimação e corridas de tartarugas.

### Incêndios florestais
Os regimes de incêndios sazonais na Flórida representam uma fonte significativa de mortalidade para as tartarugas-de-caixa, sendo que as queimadas têm o potencial de matar quase metade de uma população. No entanto, a taxa de mortalidade das tartarugas é menor durante as queimadas da estação seca em comparação com as queimadas da estação úmida. Isso se deve possivelmente à sua inatividade e à sua tendência de passar mais tempo no subsolo durante a estação seca.

## Como animais de estimação
As tartarugas-de-caixa-da-Flórida podem ser mantidas como animais de estimação. Elas são onívoras e se alimentam de uma grande variedade de alimentos na natureza. Em cativeiro, elas gostam especialmente de alimentos vivos, como minhocas, grilos, gafanhotos, caracóis, traças da cera (como petisco devido ao seu alto teor de gordura), supervermes (Zophobas atratus [en]) e camundongos. Além dessa grande variedade de alimentos vivos, é possível oferecer frutas e vegetais picados. Vegetais verde-escuros finamente ralados, como alface e couve-de-folhas, e frutas como melão e frutos silvestres também são aceitos (embora não com entusiasmo) uma ou duas vezes por semana.
Por lei, em seu estado de origem, nenhuma pessoa pode possuir mais de duas dessas tartarugas. As pessoas podem ser processadas com multa e remoção dos animais se possuírem três ou mais sem uma licença para répteis. Essa subespécie é encontrada apenas na Flórida e também é protegida em muitas outras áreas. Muitas lojas de animais oferecem filhotes como animais de estimação, que geralmente são mais saudáveis do que as tartarugas-de-caixa da natureza.